# Gele Tulbanden

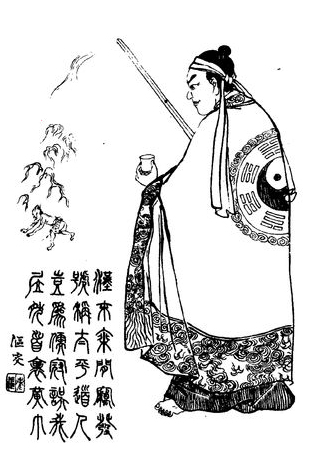
Leider Zhang Jue, tekening uit ca. 1900

De Gele Tulbanden (Huángjīn 黃巾) waren een groepering van opstandelingen (vooral boeren en andere arme mensen) onder leiding van Groot Virtuoos Meester Zhang Jue en zijn twee broers Zhang Bao en Zhang Liang. De drie broers hadden begin jaren 170 een groepering opgericht genaamd 'Weg van het Grote Vrede'. In 184 begon deze groepering een opstand in het noordoosten van Han-China. Omdat de Zhang broers en hun volgelingen gele tulbanden, sjaals, doeken en dergelijke droegen kwam de groepering in de volksmond bekend te staan als de "Gele Tulbanden", of "Gele Tulband-bandieten". Hun opstand zou de geschiedenis ingaan als de 'Gele Tulbandenopstand'.
Zhang Jue beweerde dat hij van de Hemel opdracht had gekregen om een tijdperk van vrede te brengen toen de Han-dynastie eind 2e eeuw langzaam uit elkaar viel. Veel mensen, voornamelijk landbouwers, geloofden in hem, werden aanhangers, en zo ontstond de groepering.
In de lente van het jaar 184 verraadde een handlanger van Zhang Jue, genaamd Tang Zhou, zijn meester door de Han in te lichten over diens plannen. Zhang Jue reageerde vrijwel direct, alle Gele Tulbanden kwamen in opstand tegen de Han en vielen dorpen op het platteland aan.
Keizer Ling zette het leger in tegen de rebellen. Hij stelde generaal He Jin in als opperbevelhebber van de strijdkrachten, met de taak de opstanden neer te slaan en te zorgen voor de verdediging van Luoyang. Onder He Jin stonden ervaren generaals als Huangfu Song, Zhu Jun en Lu Zhi. Verder riep He Jin de provinciale en lokale bestuurders op om de chaos te beëindigen en de vrede terug te doen keren. Vele nobelen en vrijwilligers als Cao Cao en Sun Jian gaven hier gevolg aan en trokken tegen de Gele Tulbanden ten strijde.
In de zomer van 184 (5e of 6e maand) trok Zhang Jue zich terug uit de strijd wegens ziekte. Hij werd vervangen door Zhang Liang. De Zhang broeders waren vooral actief in Ji Provincie, in de steden Guangzong en Xiaquyang, waar hun hoofdkwartier was gevestigd. Zhang Liang en Zhang Bao wisten zich enige tijd staande te houden tegen het leger van de Han. In de zomer wisten ze onder andere te winnen van Dong Zhuo en Huangfu Song. Deze laatste hergroepeerde zich echter en sloeg toen vroeg in de ochtend toe en versloeg Zhang Liang in Guangzong. Vervolgens marcheerde hij door naar Xiaquyang, versloeg er Zhang Bao en maakte zo grotendeels een einde aan de opstand.
Ten zuiden van Luoyang, in de stad Wan, hield een andere groep Gele Tulbanden nog enige tijd stand. In januari 185 stond deze groepering onder leiding van Sun Xia. Hij was de vierde leider van deze groepering, zijn voorgangers Zhang Mancheng, Zhao Hong en Han Zhong waren gesneuveld in een reeks gevechten met Zhu Jun en zijn mannen. Sun Xia hield, net zoals zijn voorgangers, lang stand, maar op een gegeven moment lukte het majoor Sun Jian om met zijn leger over de muren van Wan te klimmen. Op 11 januari 185 bestormde de rest van Zhu Jun's leger de stad. Sun Xia wist te ontsnappen, maar werd achtervolgd tot aan de Jing heuvels. Daar werd hij verslagen en tezamen met enkele duizenden van zijn volgelingen gedood.